# Armavir (pueblo)
Armavir (en armenio: Արմավիր) es una comunidad rural de Armenia ubicada en la provincia de Armavir.
En 2009 tenía 3570 habitantes. Entre 1635 y 1935 la localidad se denominaba "Ghrdghuli" o "Kurdu-Kuli".
El pueblo se ubica 1 km al este de la antigua Armavir, una de las capitales históricas de Armenia. En el Armavir actual se han hallado inscripciones cuneiformes urartianas del rey Sardur II.
El actual pueblo de Armavir fue fundado en 1613 por siete familias armenias después de que Abás el Grande reubicara en 1603 en Persia a los últimos habitantes armenios de la antigua Armavir, tras conquistar el lugar a los otomanos.
Se ubica unos 5 km al sur de la ciudad de Armavir sobre la carretera H15 y unos 5 km al norte de la frontera con Turquía marcada por el río Aras.